# ظلمة أثناء الصلب

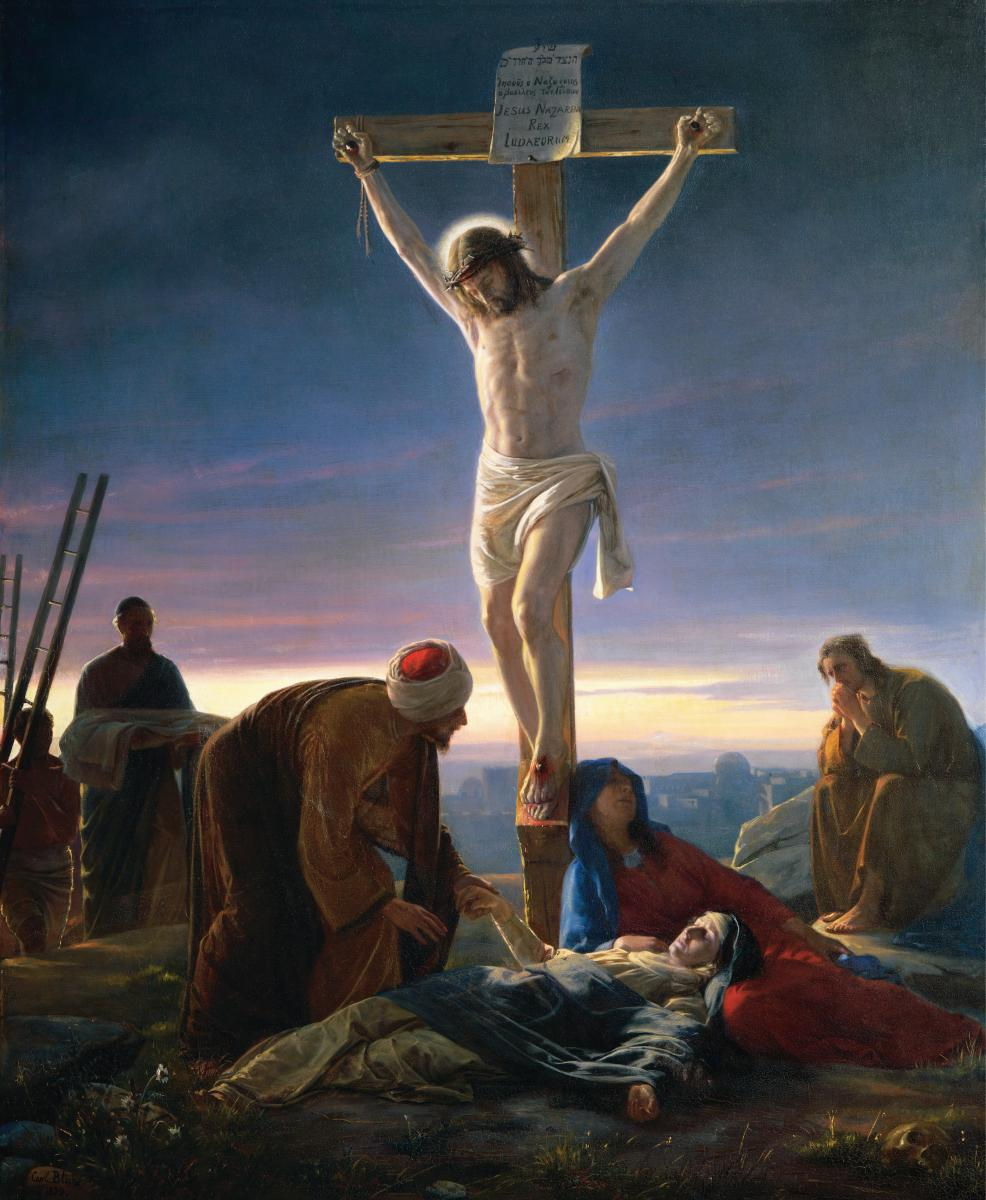
المسيح على الصليب، 1870، لكارل هاينريش بلوخ، حيث يُظهر السماء مظلمة.

الظلمة أثناء الصلب أو ظُلمةُ الصَّلبِ (بالإنجليزية: The crucifixion darkness)‏، هو حدث موصوف في الأناجيل الإزائية أو السينوبتية حيث تكون ظلمة على الأرض في وضح النهار أثناء صلب يسوع لمدة ثلاث ساعات تقريبًا. تعامل معظم الكتّاب المسيحيين في العصور القديمة والوسطى مع هذا الأمر على أنه معجزة، واعتقدوا أنه أحد الحوادث القليلة من العهد الجديد التي أكدتها مصادر غير مسيحية. أما العلماء المعاصرون فلم يجدوا أي إشارات معاصرة له خارج العهد الجديد.

### فهرس الإحالات
مصادر أولية
1. ↑  "متى 27: 45".
2. ↑  "مرقس 15: 33".
3. ↑  "لوقا 23: 44".

المنشورات
بالإنكليزية
1. ↑  Allison (2005), p. 88-96.

### معلومات المراجع
الكتب
الإنكليزية
- Allison، Dale C. (2005). Studies in Matthew: Interpretation Past and Present. Baker Academic. ISBN:978-0-8010-2791-8. مؤرشف من الأصل في 2023-03-29.